# Museum für Gedankenloses
Das Museum für Gedankenloses ist ein deutsches Kunstprojekt der Künstler Martin Kätelhön und Thomas Otto Schneider. Gegründet wurde das Museum für Gedankenloses 1993. Gesammelt wurden ursprünglich Dinge, die Menschen im Zustand der Gedankenlosigkeit herstellen, wie Telefonkritzeleien, verbogene Büroklammern oder Figuren aus Wachsresten.
Die ersten Ausstellungen fanden 1995 in der Kölner Galerie ON statt, darunter auch die viel beachtete Präsentation „Kaba und Liebe“ (von Schillers Kabale und Liebe), die sich mit der Verfremdung von Reclam-Büchern durch Schüler beschäftigte. Weitere Ausstellungen zeigten handgeschriebene Einkaufszettel („Suppengrün, eventuell“) sowie Kritzeleien von Bundestagsabgeordneten im Plenum („Skizzen aus dem deutschen Bundestag“). 2002 folgte die Ausstellung „Kruzifix und Mausefalle“ im Kölner studio dumont (M. DuMont Schauberg), die weltliche Fundstücke aus dem Kölner Dom zeigte.
Anlässlich der „Leverkusener Kunstnacht“ 2005 zeigte das Museum für Gedankenloses im Klinikum Leverkusen die Sammlung „Mondamin-Box“, bei der es sich um Memorabilien einer Rotkreuz-Krankenschwester handelt.